# Montà
Montà là một đô thị tại tỉnh Cuneo trong vùng Piedmont của Italia, vị trí cách khoảng 35 km về phía đông nam của Torino và khoảng 60 km về phía đông bắc của Cuneo. Tại thời điểm ngày 31 tháng 12 năm 2004, đô thị này có dân số 4.445 người và diện tích 26,7 km².
Montà giáp các đô thị: Canale, Cellarengo, Cisterna d'Asti, Ferrere, Pralormo, Santo Stefano Roero và Valfenera.